# Eberhard Kleinschmidt

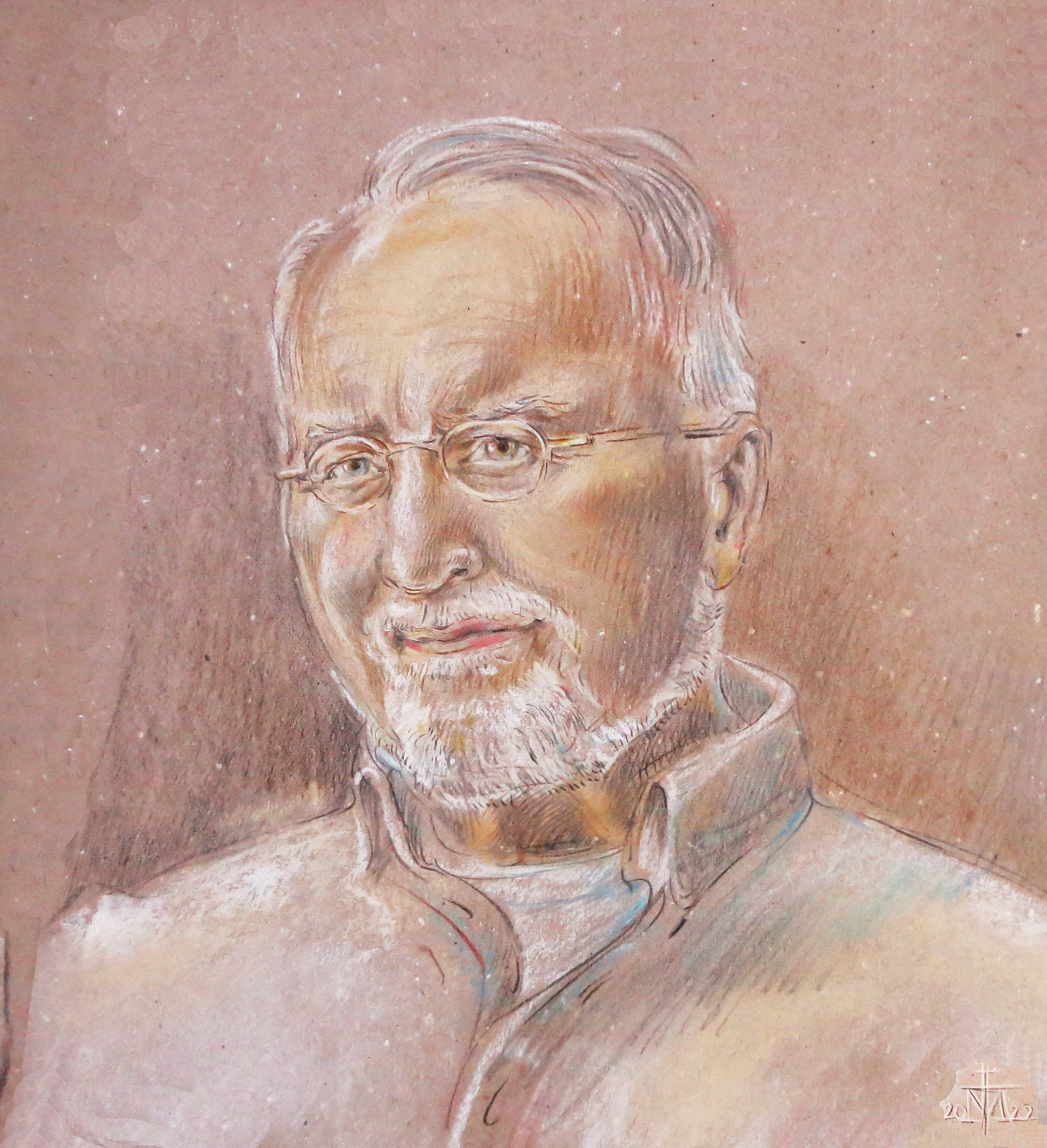
Eberhard Kleinschmidt 2022, Zeichnung von Magnus Kleine-Tebbe

Eberhard Kleinschmidt (* 4. September 1939 in Hannover) ist ein deutscher Lyriker, Sprachdidaktiker und Literaturwissenschaftler.

## Leben und Werk
Kleinschmidt studierte Germanistik, Romanistik und Fachdidaktik Französisch in Göttingen, Wien, Besançon und Gießen und wurde zum Dr. phil. promoviert. Für kurze Zeit war er Gymnasiallehrer für Deutsch und Französisch. Von 1972 bis 2004 wirkte er als Wissenschaftlicher Mitarbeiter an den Romanischen Seminaren der Technischen Universität Braunschweig und der Universität Hannover und befasste sich mit Literaturwissenschaft und Fachdidaktik Französisch.
Als Wissenschaftlicher Mitarbeiter im Bereich Fachdidaktik Französisch galt neben der Chansondidaktik Kleinschmidts Hauptinteresse der Richtlinien- und Lehrwerkkritik und hier besonders der kommunikativen Gestaltung gebundener mündlicher Übungen. Anlass zur Untersuchung letzterer war die zunehmende Kritik an der Sprachlaborarbeit der 1970er Jahre. Unter Zuhilfenahme von Analysemethoden und Erkenntnissen der Sprechhandlungstheorie und Gesprächsanalyse wurde nachgewiesen, dass Übungsmaterial des Typs "Gebundene Sprachproduktion" in kommunikativer Hinsicht stark defizitär ist. Als Folgerung daraus ergab sich, dass nicht mehr nur die Einübung typischer morpho-syntaktischer Strukturen der Fremdsprache, sondern auch die Einübung typischer Sequenzstrukturen von Gesprächsrepliken sowie die Einübung typischer Hör-Sprech-Muster bei der Übungsgestaltung Berücksichtigung finden sollte. Übungsplanung muss sowohl auf der Grundlage eines "Grammatischen Minimums" als auch auf der eines "Kommunikativen Minimums" erfolgen (vgl. besonders Kleinschmidt 1988).
Seine Vorbilder für lyrische Dichtung sind neben den Franzosen François Villon, Charles Baudelaire, Paul Verlaine, Arthur Rimbaud und dem Engländer William Shakespeare vor allem die deutschen Dichter des Barock, der Klassik und Romantik. Auch das französische Chanson in Geschichte und Gegenwart hat seine Lyrik maßgeblich bestimmt. Im Gegensatz zur post-post-modernen Lyrik bevorzugt er die gebundene Rede und die klanglichen und rhythmischen Möglichkeiten der deutschen Sprache von heute. Es geht ihm um Rückbesinnung auf den Sprach- und Formenreichtum lyrischer Dichtung früherer Jahrhunderte und deren Erneuerung im Sinne der heutigen Zeit. Seine Lieblingsidee ist ein Gedichttext, umgeben von Bildern und Musik, vorgetragen und dargeboten unter Einsatz von Mimik, Gestik und Körper. Was den Vortrag anlangt, ist für ihn hier der belgische Chansonsänger Jacques Brel das große Vorbild, dessen Vortragskunst er wissenschaftlich untersucht hat (vgl. Kleinschmidt 1989 und 2005).
Da er seine Lyrik vor Publikum gerne selbst vorträgt, wurde er 2012 auf das Format Poetry Slam aufmerksam. Seit 2013 beteiligt er sich mit zunehmendem Engagement (400 Auftritte bis 2020) und versucht dabei, Dichtungstheorie und Vortragspraxis miteinander zu verbinden.
Bereits vor der Jahrtausendwende begann Kleinschmidt, seiner Familie, seinen Freunden und seinen Bekannten jährlich ein bebildertes Gedicht als Neujahrsgruß zu senden. Ende 2022 erschienen alle seine Neujahrsgrüße mitsamt farbigen Bildern unter dem Titel Der etwas andere Neujahrsgruß gesammelt als Taschenbuch beim Dichterwettstreit deluxe Verlag.

## Veröffentlichungen

### Lyrik
- Die Jakobkemenate – Eine balladeske Chronik in alter Manier. (Text-/Bildband + CD). (Musik: Peer Kleinschmidt). Döring, Braunschweig 2009, ISBN 978-3-925268-29-8.
- Der andere Frühling – Ein lyrisch-musikalischer Spaziergang durch Riddagshausen. (Text-/Bildband + CD). (Musik: Peer Kleinschmidt). Döring, Braunschweig 2010, ISBN 978-3-925268-33-5.
- Stationen – Sonette um Freundschaft und Liebe – Ein Zyklus. Döring, Braunschweig 2012, ISBN 978-3-925268-46-5.
- Der wandernde Dichter. Periplaneta, Edition MundWerk, Berlin 2020, ISBN 978-3-95996-170-7
- Der etwas andere Neujahrsgruß. Gedichte zum Jahreswechsel. Dichterwettstreit deluxe, Villingen-Schwenningen 2022, ISBN 978-3-98809-000-3.
- Beitrag "Der Nachtmahr" in: An die Rollatoren, fertig, los! 14 Geschichten, Gedichte, Gedanken über Rentner, Omas und das Altwerden. Hrsg. von Anna Lisa Azur & Elias Raatz. Dichterwettstreit deluxe, Villingen-Schwenningen 2023, ISBN 978-3-98809-002-7.
- Beitrag "Wo wir Zuhause sind ..." in: Von Landeiern und Großstadtpflanzen: 24 Geschichten, Gedichte, Gedanken über Heimat, Identität und Zuhause. Hrsg. von Elias Raatz. Dichterwettstreit deluxe, Villingen-Schwenningen 2024, ISBN 978-3-98809-025-6.
- Beitrag "Und dort wird's Licht" in: Wort:Schöpfung - Verse voll Vertrauen. Preacher Slam Texte über Glaube, Liebe, Hoffnung. Hrsg. von Hubert Baumann & Elias Raatz. Dichterwettstreit deluxe, Villingen-Schwenningen 2024, ISBN 978-3-98809-031-7.

### Fachdidaktik
- mit Peter Nübold: Situation des Sprachlabors. Eine Untersuchung an niedersächsischen Schulen. Leuchtturm-Verlag, Alsbach 1982, ISBN 3-88064-100-5.
- Das kommunikative Potential französischer Strukturübungsprogramme. Ein lehrwerkkritischer Beitrag zur Erarbeitung Kommunikativer Minima. Narr, Tübingen 1988, ISBN 3-87808-440-4.
- Fremdsprachenunterricht zwischen Sprachenpolitik und Praxis. Festschrift für Herbert Christ zum 60. Geburtstag. Narr, Tübingen 1989, ISBN 3-8233-4191-X.